# Кубок Ноны Гаприндашвили
Кубок Ноны Гаприндашвили — переходящий трофей, который вручается представителям страны, имеющей лучший суммарный результат, показанный на шахматной олимпиаде, как среди мужчин, так и среди женщин.
Трофей назван в честь пятой в истории шахмат чемпионки мира (1962—1978) Ноны Гаприндашвили, учреждён ФИДЕ в 1997 году и впервые вручён мужской и женской сборным России на 33-й шахматной олимпиаде в Элисте в 1998 году.
В 2008 году, после завоевания трофея украинскими шахматистами, при транспортировки на Украину, кубок был повреждён. В 2009 году отреставрирован в прежнем дизайне.

## Обладатели кубка
| Год  | Город          | Обладатель |
| ---- | -------------- | ---------- |
| 1998 | Элиста         | Россия     |
| 2000 | Стамбул        | Россия     |
| 2002 | Блед           | Россия     |
| 2004 | Кальвиа        | Россия     |
| 2006 | Турин          | Китай      |
| 2008 | Дрезден        | Украина    |
| 2010 | Ханты-Мансийск | Россия     |
| 2012 | Стамбул        | Россия     |
| 2014 | Тромсё         | Китай      |

| № | Страна  | Побед | Годы                               |
| - | ------- | ----- | ---------------------------------- |
| 1 | Россия  | 6     | 1998, 2000, 2002, 2004, 2010, 2012 |
| 2 | Китай   | 2     | 2006, 2014                         |
| 3 | Украина | 1     | 2008                               |